# Gabara punctilinea
Gabara punctilinea är en fjärilsart som beskrevs av William Schaus 1904. Gabara punctilinea ingår i släktet Gabara och familjen nattflyn. Inga underarter finns listade i Catalogue of Life.